# Het Collectief
Het Collectief is een kamermuziekensemble dat in 1997 in Brussel werd opgericht. Door steeds met een vaste kern van vijf muzikanten te werken, wist de groep een eigen stijl te creëren, gekenmerkt door een heterogene mix van blazers, strijkers en piano. In zijn repertoire geeft Het Collectief vooral aandacht  aan de roots van het modernisme: de Tweede Weense School. Vanuit deze basis worden zowel de grote twintigste-eeuwse composities als de allernieuwste experimentele stromingen verkend. Daarenboven bewerkstelligen zij cross-overs tussen het hedendaagse en het traditionele repertoire en met adaptaties van historische muziek. Naast concerten in België is Het Collectief ook internationaal aanwezig in Europa, Zuid-Amerika en Azië.
Het Collectief wenst de veelheid aan stijlen en mogelijkheden die een 21ste-eeuwse uitvoerder ter beschikking heeft op een eigentijdse manier met elkaar in verband brengen. Jaarlijks wordt het repertoire uitgebreid met een 30-tal nieuwe werken. De concertactiviteit van de groep speelt zich voor een groot stuk af in de zogenaamde antichambres: kleinschalige concerten met ruimte voor experiment en premières van nieuw repertoire. Sinds 2011 werkte de groep samen met wijlen Reinbert de Leeuw, waarmee ze in 2020 nog een album maakten rond Das Lied von der Erde van Gustav Mahler.
In 2011 ontving Het Collectief de Klaraprijs "Musicus van het jaar". In 2017 werd de groep ook genomineerd in de categorie "Ensemble van het jaar".
Het Collectief werkte verschillende keren samen met sopraan Liesbeth Devos. In 2012 traden ze op in deSingel in Antwerpen, met Feesten van angst en pijn: door componist Bram Van Camp op muziek gezette gedichten van Paul Van Ostaijen. Videokunstenaar Klaas Verpoest maakte een gestileerde en gesynchroniseerde weergave van de handgeschreven gedichten bij de voorstelling. In 2018 brachten ze de voorstelling 1918-1968-2018: Cinquantenaires van de zotheid in deSingel, een "ode aan de vrijwillige zotheid". Om de vijftig jaar zijn de logica en de rede ver zoek, is het opzet van deze voorstelling, wat door componisten beantwoord wordt met pure nonsens. Tegenover de Eerste Wereldoorlog stond het dadaïsme van Hugo Ball en de muziek van Erik Satie, Igor Stravinski, Francis Poulenc en Erwin Schulhof. Tegenover de oorlog in Vietnam vijftig jaar later stonden de composities "met een hoek af" van Helmut Lachenmann, Luciano Berio, Alfred Schnittke en Peter Maxwell Davies.

## Samenstelling
- Wibert Aerts (viool)
- Julien Hervé (klarinet)[8]
- Thomas Dieltjens (piano)
- Toon Fret (dwarsfluit)
- Martijn Vink (cello)

## Selectieve discografie[9]
- BACH, Johann Sebastian - Ein Musikalisches Opfer (FUG 601)
- SCHŒNBERG, Arnold - Pierrot Lunaire op. 21, Kammersymphonie op. 9 (FUG 604)
- MESSIAEN, Olivier - Quatuor pour la fin du temps (FUG 540)
- VANHECKE, Bart - Close my willing eyes (FUG 706)
- VAN CAMP, Bram - The feasts of fear and agony - music for 3 instruments - improvisations (FUG715)
- BERG, Alban; ZEMLINSKY, Alexander - Lieder (ZZT 345)
- JANÁČEK, Leoš - Ríkadla (Alpha 219)
- MAHLER, Gustav - Das Lied von der Erde (Alpha 633)